# Studie Regionálního muzea v Žatci

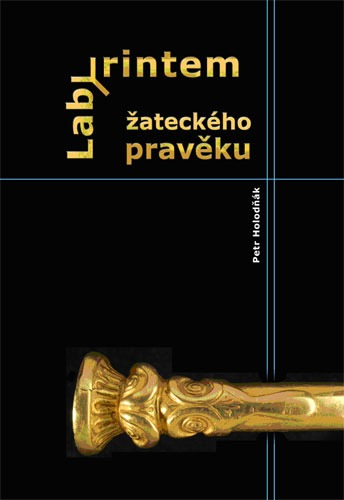
Obálka knihy Labyrintem žateckého pravěku, Petr Holodňák, Albis International, Ústí nad Labem 2006

Studie Regionálního muzea v Žatci je série populárně naučných publikací vydaných Regionálním muzeem K. A. Polánka v Žatci. Společným jmenovatelem publikací je historie města Žatce. Sérii rediguje archeolog PhDr. Petr Holodňák.

## V sérii dosud vyšlo
- Holodňáková, Radmila – Roedl, Bohumír, Ulice města Žatce. Příspěvek k historické topografii města, Žatec 1994.
- Tošnerová, Marie (ed.), Paměti města Žatce (1527–1609), Žatec 1996.
- Holodňáková, Radmila a kol., Z historie žateckého muzejnictví, Žatec 1997.
- Roedl, Bohumír, Žatecká rodina Hošťálků z Javořice, Žatec 1997, ISBN 80-901944-3-5.
- Holodňák, Petr, Labyrintem žateckého pravěku, Žatec 2006, ISBN 80-86971-18-X.
- Matyáš Jiří a kol., Dějiny žateckého gymnázia. Schola Zatecensis, Žatec 2009, ISBN 978-80-86971-85-8.